# Anopyxis klaineana
Anopyxis klaineana ist ein Baum in der Familie der Rhizophoragewächse aus dem zentralen bis westlichen Afrika. Es ist die einzige Art der Gattung Anopyxis.

## Beschreibung
Anopyxis klaineana wächst als immergrüner Baum bis zu 40–50 Meter hoch. Der Stammdurchmesser erreicht bis zu 100–120 Zentimeter. Meist werden nur kleine Wurzelanläufe gebildet, aber nur selten kleinere Brettwurzeln. Die braun-graue Borke ist leicht furchig.
Die einfachen, kurz gestielten, ledrigen und kahlen Laubblätter sind meist zu dritt bis viert wirtelig angeordnet. Der oberseits abgeflachte Blattstiel ist 0,5–2 Zentimeter lang. Die Blätter sind ganzrandig und verkehrt-eiförmig bis länglich, elliptisch. Sie sind etwa 6–13 Zentimeter lang und 2,5–5,5 Zentimeter breit. An der Spitze sind sie rundspitzig bis bespitzt oder abgerundet. Die linealischen bis pfriemlichen, etwas behaarten Nebenblätter sind recht haltbar.
Die Blüten sind in mehr oder weniger rostig behaarten, kurzen zymösen Gruppen, achsel- oder endständig angeordnet. Die grün-weißlichen, zwittrigen und kurz gestielten, kleinen Blüten sind fünfzählig mit doppelter Blütenhülle. Der kurz becherförmige, grünliche Kelch ist außen, und mittig innen, kurz feinhaarig, mit 5 dreieckigen bis eiförmigen, ausladenden, etwa 6 Millimeter langen Zipfeln. Die feien und schmalen, im oberen Teil fein behaarten, bis 9 Millimeter langen, ausladenden Petalen sind spatel-, löffelförmig und kurz bespitzt. Die 10 Staubblätter sind röhrig verwachsen mit den aufrechten, fast sitzenden Antheren an der Spitze. Der dicht, beige behaarte, fünfkammerige Fruchtknoten ist oberständig, mit relativ kurzem, kahlen Griffel mit kleiner, kopfiger Narbe.
Es werden eiförmige, etwa 3–4 Zentimeter große, fünfklappig und fein, gräulich behaarte, septizide, leicht rippige Kapselfrüchte mit beständigem Kelch gebildet. Sie enthalten etwa 10 einseitig geflügelte, abgeflachte, keilförmige und 8 Millimeter große, rot-braune Samen, der mit einem minimalen Stiel angeheftete Flügel ist bis etwa 1,6–2 Zentimeter lang und etwa 4 Millimeter breit.
Die Chromosomenzahl beträgt 2n = 64.

## Taxonomie
Die Erstbeschreibung des Basionyms Macarisia klaineana erfolgte 1898 durch Jean Baptiste Louis Pierre in Bull. Mens. Soc. Linn. Paris, n.s., 1: 75. Die Umteilung in die neu aufgestellte Gattung Anopyxis erfolgte 1900 durch Adolf Engler in H.G.A.Engler & K.A.E.Prantl, Nat. Pflanzenfam., Nachtr. 2: 49. Weitere Synonyme sind Pynaertia ealaensis De Wild., Pynaertia occidentalis A.Chev., Anopyxis ealaensis (De Wild.) Sprague und Anopyxis occidentalis (A.Chev.) A.Chev.

## Verwendung
Das recht schwere, moderat beständige, aber gut behandelbare Holz ist bekannt als Bodioa oder Kokote.